# Mokrá-Horákov
Mokrá-Horákov é uma comuna checa localizada na região de Morávia do Sul, distrito de Brno-Venkov.